# Dendropsophus delarivai
Dendropsophus delarivai é uma espécie de anfíbio da família Hylidae.
Pode ser encontrada nos seguintes países: Bolívia, possivelmente Brasil e possivelmente em Peru.
Os seus habitats naturais são: florestas secas tropicais ou subtropicais , pântanos, marismas de água doce, marismas intermitentes de água doce, jardins rurais e florestas secundárias altamente degradadas.